# 宮本武文
宮本 武文（みやもと たけふみ、1990年8月11日 - ）は、和歌山県和歌山市出身の元プロ野球選手（投手、左投左打）。

## 来歴
小学2年の時に大新白鳩少年野球クラブで右翼手として野球を始め、小学5年の時に投手に転向。城東中時代は和歌山シニアに所属。エースとして二度の全国大会出場を果たし、世界大会の代表にも選出される。
倉敷高に進学後は、1年春から公式戦に出場し、1学年先輩の津田大樹が引退した後を受け、2年秋からエースとして活躍。3年春はベスト4、3年夏も岡山県予選準決勝まで進むも、優勝した倉敷商業高に敗れ甲子園出場は果たせなかった。
2008年10月30日に開かれた、プロ野球ドラフト会議で読売ジャイアンツから2位指名を受け、同年11月18日に契約金6000万、年俸600万（金額は推定）で仮契約を結んだ。
2009年は二軍（イースタン・リーグ）で7試合に登板し防御率7.50を記録。2010年シーズンは二軍の試合にも1試合も登板できず、11月4日に自由契約となり、同月10日に育成選手として再契約された。
2011年6月7日の対横浜ベイスターズの二軍公式戦（読売ジャイアンツ球場）で先発登板し、5回を無失点で抑え初勝利を挙げた。この年は二軍で9試合に登板し1勝1敗、防御率5.06を記録したが、再度の支配下登録は果たせず、2012年はまたも1試合も登板できないシーズンとなり、10月2日、球団から来季の契約を結ばないことが発表された。結局、一度も一軍の試合に登板できないまま現役を引退した。
2019年8月31日、同期入団の笠原将生のYouTubeチャンネルにゲスト出演し、久し振りに公の場に姿を見せた。出演した動画内では、巨人との仮契約時に6000万円と報じられていた契約金が実際には7500万円だったことを暴露している。9月14日にもゲスト出演した動画が公開され、引退後は地元の和歌山県の一般企業で勤務していたが後に退職し、その後は和歌山市内で「NEXT GROUP」という飲食店を4店舗展開していることを明かした。

## 選手としての特徴・人物
最速146km/hのストレートに、スクリュー・スライダー・カーブ等を投げ分ける大型左腕。

## 詳細情報

### 年度別投手成績
- 一軍公式戦出場なし

### 背番号
- 65 （2009年 - 2010年）
- 012 （2011年 - 2012年）